# Agustín Spínola y Bañuelos
Agustín Spínola y Bañuelos (m. ca. 1695) va ser un noble espanyol, cavaller de l'orde de Sant Jaume que va exercir diversos càrrecs d'importància a la cort de Felip IV de Castella.
Nascut a Madrid segons José A. Álvarez, era fill de Francisco Spínola, cavaller de Calatrava, i de María Hipólita de Bañuelos. El 23 d'agost de 1639 va rebre l'hàbit de l'orde de Sant Jaume mercè de Felip IV de Castella i el març de l'any següent va rebre el títol de cavaller per ordre del Consell de les Ordes.
Va ser casat amb Luisa María Ferrer, membre d'una antiga i il·lustre família valenciana. Pel seu dot, Spínola va aconseguir el càrrec de Mestre de Cambra del Rei, i des d'ençà aleshores va començar a servir al monarca i el 1660 va acompanyar-lo de viatge a la frontera amb França on el rei va lliurar la seva germana, la infanta, al rei de França. Més tard, va ser Conseller d'Hisenda i Proveïdor General dels estats de Flandes, on residia l'any 1667. Quan va tornar a Espanya fou nomenat ministre del Suprem Consell de Guerra, amb permís per retenir el lloc en el consell d'Hisenda i els seus sous. El 1689 va assistir a les honres per la mort de la reina Maria Lluïsa d'Orleans. Alhora també va exercir altres càrrec, amb l'assistència a les Juntes i negocis de més confiança dels reis, on va demostrar enteniment, fidelitat i zel per servir a la monarquia, fins a la seva mort vers 1695.
Del seu matrimoni van néixer tres fills: Ambrosio, primer marquès de Montemolín, Francisco, que va arribar a ser mariscal de camp dels exèrcits espanyols, i Carlos, cavaller de Calatrava i després jesuïta.